# Le Procès du chien
Pour plus de détails, voir Fiche technique et Distribution.
Le Procès du chien est un film de procès comique helvético-français réalisé par Lætitia Dosch et sorti en 2024.
Le film débute alors que le chien Cosmos a mordu à trois reprises, il risque d'être euthanasié. Son maître demande à l'avocate Avril Lucciani de le défendre. Cosmos a droit à un procès qui soulève les passions.

## Synopsis
Avril Lucciani est une avocate des causes désespérées, ce qui déplait à son patron qui la voit perdre tous ses procès. Un demi-marginal, Dariuch, lui demande de défendre son chien Cosmos, qui a mordu à trois personnes et défiguré sa dernière victime. L'avocate accepte. Elle persuade le juge qu'il n'est pas un objet, comme le définit la loi, mais qu'il a droit à un procès, le premier procès de chien depuis le Moyen Âge.
La partie civile est représentée par Roseline Bruckenheimer pour qui le barreau est un tremplin pour sa carrière politique, axée sur la lutte contre l'insécurité. Pour défendre Cosmos, Avril a recours à Marc, un comportementaliste des chiens, pour décoder les raisons de mordre de Cosmos et témoigner devant la cour. Des religieux de plusieurs confessions et des philosophes interviennent à la barre. Cosmos n'a attaqué que des femmes et des petites filles, il est accusé d'être misogyne.
Le procès de Cosmos passionne l'opinion, et des manifestations ont lieu devant le Palais de justice, certaines en faveur du droit des animaux et de Cosmos, d'autres en faveur du droit des femmes et contre lui. Mais malgré les efforts d'Avril, Cosmos est condamné à être euthanasié.

## Fiche technique
- Titre : Le Procès du chien
- Réalisation : Lætitia Dosch
- Scénario : Lætitia Dosch et Anne-Sophie Bailly
- Musique : David Sztanke
- Photographie : Alexis Kavyrchine
- Son : Xavier Lavorel, Vuk Vukmanović
- Montage : Suzana Pedro et Isabelle Dewinck
- Décors : Anne-Carmen Vuilleumier
- Costumes : Isa Boucharlat
- Production : Lionel Baier, Agnieszka Ramu, Mathieu Verhaeghe et Thomas Verhaeghe
- Société de production : Bande à Part Productions, en association avec les SOFICA Cinémage 18 et Cofinova 20
- Société de distribution : The Jokers Films et MK2 Films
- Pays de production :  Suisse (65,56%)[1],  France (34,44%)[1]
- Langue originale : français
- Format : Couleur - rapport de forme : 1.78 : 1 - Codex Digital (en) ARRIRAW
- Genre : Comédie dramatique
- Durée : 85 minutes
- Dates de sortie :
  - France : 
    - 19 mai 2024 (Cannes)
    - 11 septembre 2024 (en salles)

  - Belgique : 25 juin 2024 (Brussels film festival)
  - Suisse : 17 août 2024 (festival de Locarno)

## Distribution
- Lætitia Dosch : Avril Lucciani
- Kodi le chien : Cosmos
- François Damiens : Dariuch
- Pierre Deladonchamps : Jérôme
- Jean-Pascal Zadi : Marc
- Anne Dorval : Roseline Bruckenheimer
- Anabela Moreira : Lorene Furtado
- Mathieu Demy : Le juge
- Tom Fiszelson : Joachim
- Noah Watzlawick : Le Greffier

## Récompense
- 2024 : Prix Palme Dog (dans « Un certain regard »), pour le chien griffon Kodi dans le rôle de Cosmos[2].